# Buklé

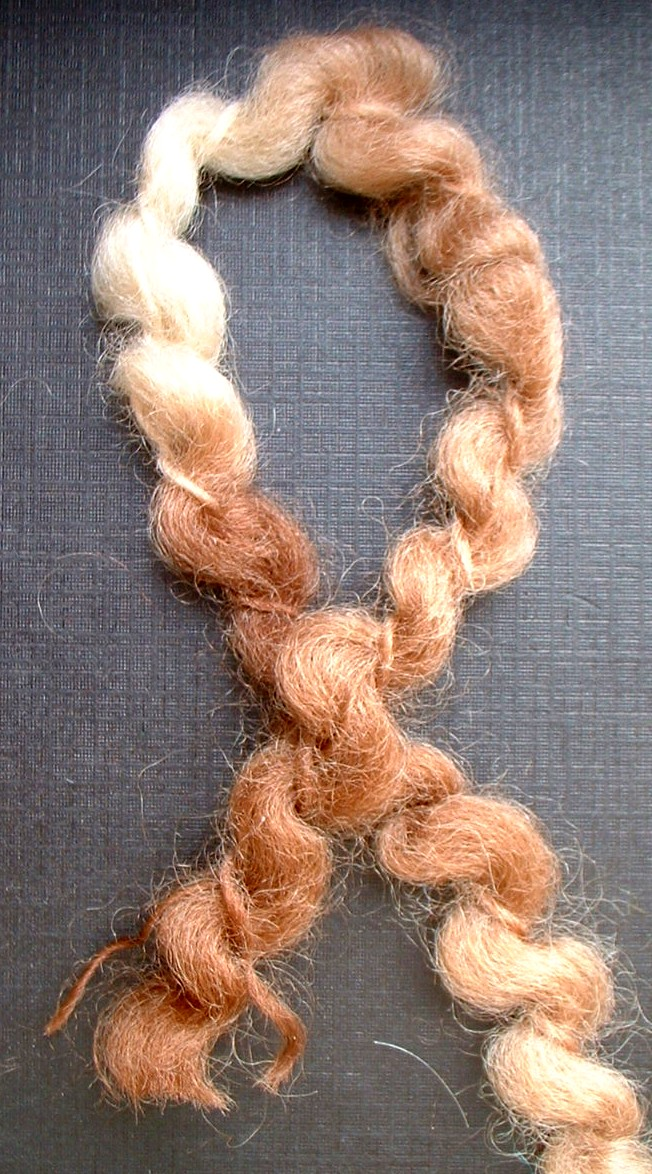
Vlněné buklé 3,6 ktex na ruční pletení

Buklé (z franc. bouclé – oblouček, kadeřit se) je příze nebo plošná textilie s povrchem ztvárněným smyčkami, očky nebo nopkami.

## Příze
Příze se zhotovuje obvykle ze tří komponent – základní hladké niti, kterou obeskává efektní, měkce točená příze (případně i přást) a fixuje vazná nit jako třetí komponenta. (Na snímku vpravo je velmi tlustá efektní nit spolu (vlevo dole) s tenkou základní a vaznou nití). Na výsledné niti jsou pak viditelné pravidelně nebo nepravidelně odstávající smyčky, očka nebo nopky. Moderní skací stroje jsou vybaveny programy, pomocí kterých se dá nastavit intenzita a velikost odchylek od osy příze v několika desítkách variant. Příze se vyrábí z hrubých vln, srstí, ale i bavlny nebo umělých vláken. Jednotlivé niti mají často rozdílnou barvu, čímž se dosahuje značná pestrost v konečném výrobku.
Buklé přízím s méně načechranou efektní nití se někdy říká frizé.

## Tkaniny

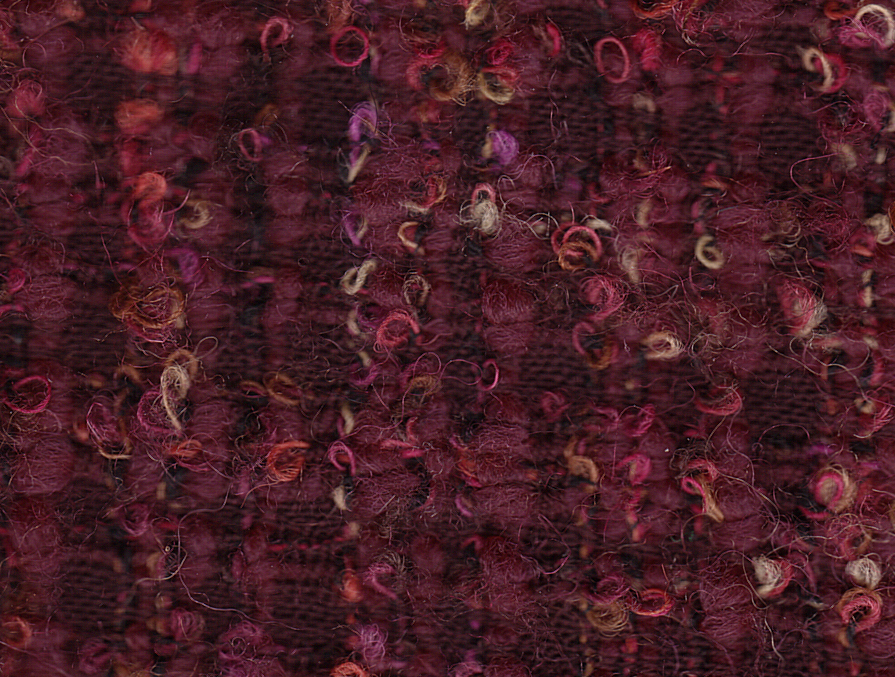
Buklé tkané ze směsi 70 % vlny a 30 % syntetických vláken

Tkaniny pro oděvní účely obsahují tvarované skané příze se smyčkami a uzlíky, které způsobují nerovný, drsný povrch textilie. Vyrábí se většinou z česané nebo mykané vlny ve směsi s chemickými vlákny. Luxusní buklé bývá z mohéru nebo z alpaky, naproti tomu levnější imitace se vyrábějí z jednoduchých přízí s krepovým zákrutem. Výrobky mají nízkou mačkavost, jsou vhodné na sukně, kostýmy a pláště. 
Bouclette je oděvní tkanina se zrnitým omakem, která obsahuje v útku buklé přízi s velmi jemnými, na zboží sotva viditelnými smyčkami.

## Koberce
Buklé koberec je tažený plyš s vlasovou osnovou, tzn. s nerozřezanými smyčkami. Asi do druhé poloviny 20. století se vyráběl prutovou tkací technikou, tj. zanášením ocelových prutů mezi osnovní nitě. Tento složitý způsob výroby (ze tří osnov a dvou systémů zanášení útku) nahradilo v posledních desetiletích všívání. Na všívacích (tuftingových) strojích se vpichují do podkladové tkaniny (nebo netkané textilie) řadou jehel po celé až pětimetrové šířce stroje vlasové nitě a vytváří smyčky s délkou do 40 mm. Poloha smyček se zpevňuje na rubní straně tkaniny latexovým zátěrem.

## Pleteniny
Pletené buklé má povrch ztvárněný smyčkami nebo očky. Používá se jako zátažná pletenina hlavně na svrchní ošacení. Méně známé jsou výrobky z osnovních stávků.
Ručně pletené výrobky jsou už řadu let z valné části z buklé příze.